# SN 1992B
SN 1992B – supernowa typu Ia odkryta 14 stycznia 1992 roku w galaktyce A111609+5529. W momencie odkrycia miała maksymalną jasność 17,80m.